# اس‌اس کلوندیک
اس‌اس کلوندیک (به انگلیسی: SS Klondike) یک کشتی بود که طول آن ۶۴ متر (۲۱۰ فوت) بود.